# Ołeksandrijśke
Ołeksandrijśke (ukr. Олександрійське, do 2016 Dymytrowe, ukr. Димитрове) – wieś na Ukrainie, w obwodzie kirowohradzkim, w rejonie aleksandryjskim, w hromadzie Aleksandria. W 2001 liczyło 5672 mieszkańców, spośród których 5231 wskazało jako ojczysty język ukraiński, 425 rosyjski, 3 mołdawski, 1 bułgarski, 6 białoruski, 5 inny, a 1 osoba się nie zadeklarowała.